# 1922 في رومانيا
فيما يلي قوائم الأحداث التي وقعت خلال عام 1922 في رومانيا.

## سياسة

### انتهاء فترة المنصب
- 1 يناير – ألكساندرو مارغيلومان عضو مجلس شيوخ رومانيا ‏.

## رياضة
- 17 سبتمبر – دوري الدرجة الأولى الروماني 1921–22 الفائز نادي تشينزول تيميشوارا.

## مواليد

### يناير
- 1 يناير – فاسيلي يونسكو

### أبريل
- 30 أبريل – يوجين إيورداتش لاعب كرة قدم روماني.

### أغسطس
- 5 أغسطس – مارين بريدا كاتب روماني.

## وفيات

### يوليو
- 16 يوليو – جانوس ساندور (مواليد 1860) سياسي مجري.